# Xilinhot Airport
Xilinhot Airport (kinesiska: 锡林浩特机场) är en flygplats i Kina. Den ligger i den autonoma regionen Inre Mongoliet, i den norra delen av landet, omkring 490 kilometer nordost om regionhuvudstaden Hohhot.
Runt Xilinhot Airport är det glesbefolkat, med 13 invånare per kvadratkilometer. Närmaste större samhälle är Xilin Hot, 7,9 km nordost om Xilinhot Airport. Trakten runt Xilinhot Airport består i huvudsak av gräsmarker.
Genomsnittlig årsnederbörd är 445 millimeter. Den regnigaste månaden är juli, med i genomsnitt 112 mm nederbörd, och den torraste är januari, med 4 mm nederbörd.